# Marion (Texas)
Marion es una ciudad ubicada en el condado de Guadalupe en el estado estadounidense de Texas. En el Censo de 2010 tenía una población de 1.066 habitantes y una densidad poblacional de 527 personas por km².

## Geografía
Marion se encuentra ubicada en las coordenadas 29°34′21″N 98°8′35″O / 29.57250, -98.14306. Según la Oficina del Censo de los Estados Unidos, Marion tiene una superficie total de 2.02 km², de la cual 2.02 km² corresponden a tierra firme y (0%) 0 km² es agua.

## Demografía
Según el censo de 2010, había 1.066 personas residiendo en Marion. La densidad de población era de 527 hab./km². De los 1.066 habitantes, Marion estaba compuesto por el 80.11% blancos, el 4.88% eran afroamericanos, el 0% eran amerindios, el 1.5% eran asiáticos, el 0% eran isleños del Pacífico, el 10.6% eran de otras razas y el 2.91% pertenecían a dos o más razas. Del total de la población el 43.43% eran hispanos o latinos de cualquier raza.